# Giovanni Frangipane
Giovanni Frangipane (Palermo, 9 febbraio 1902 – 1967) è stato un alpinista, velocista e calciatore italiano, di ruolo ala.

## Biografia
Cresciuto a Piazza Leoni, insieme a Giulio Montesanto inizia l'attività di corridore al Parco della Favorita.
Nel 1914 partecipa ad alcune escursioni sulle Madonie e ad alcune manifestazioni podistiche, diventando più volte campione del Mezzogiorno sui 100 metri.
Nel 1924 partecipa ai Giochi olimpici di Parigi giungendo sesto nella semifinale dei 100 metri, vinta da quell'Harold Abrahams, divenuto nel 1981 ispiratore del film, vincitore del Premio Oscar, Momenti di gloria.
Chiude la carriera di sportivo giocando a calcio coi colori rosanero del Palermo, la sua città, nei ruoli di mezzala e di ala destra, disputando vari campionati.

## Palmarès
| Anno | Manifestazione  | Sede   | Evento                | Risultato        | Prestazione       | Note  |
| ---- | --------------- | ------ | --------------------- | ---------------- | ----------------- | ----- |
| 1924 | Giochi olimpici | Parigi | 100 m                 | 6º in semifinale | 11"2              | [ 1 ] |
| 1924 | Giochi olimpici | Parigi | Staffetta 4x100 metri | 3º in semifinale | A un metro dal 2º | [ 2 ] |

## Campionati nazionali
1923
- Bronzo ai campionati italiani assoluti, 100 m piani